# Milan Rynt
Milan Rynt (* 12. července 1971 Kralupy nad Vltavou) je český básník, malíř, hudebník a učitel.

## Život
Žije v Kralupech nad Vltavou, v místě svého rodiště. Od roku 1984 do roku 1989 zde studoval na Dvořákově gymnáziu. V letech 1990–1992 žil a pracoval ve Velké Británii, v letech 1995–2002 žil s rodinou v obci Otvovice. Od roku 1992 působí jako lektor, překladatel a učitel anglického jazyka. V roce 1994 při sňatku se svojí nynější manželkou Gabrielou přijal její občanské příjmení Junášek, tvoří však i nadále pod svým rodným jménem. Jako básník poprvé představen veřejnosti v recitačním pořadu Mirka Kováříka Zelené peří v Malostranské besedě v roce 1990. Publikoval v literárním časopise Tvar, v roce 1993 vyšla knižně jeho sbírka básní Ani jeden šimpanz u nakladatelství Mladá fronta, druhou sbírku básní Někde mezi Nikde a Nikdy vydal v roce 2014 elektronicky. Jako ilustrátor a malíř se začal prezentovat koncem devadesátých let. První samostatnou výstavu obrazů uskutečnil v roce 2000, zatím poslední, s názvem Cesty k sobě, proběhla v březnu 2016 v kralupském muzeu. Jeho díla se pohybují na pomezí surrealismu, expresionismu a dadaismu, v poslední době se věnuje i konceptuálnímu umění. Od září 2016 učí biologii a anglický jazyk na DG.

## Publikační činnost
- Almanach Kašel (1990)
- Literární časopis Tvar (1991)
- Sbírka Ani jeden šimpanz (1993, Mladá fronta)
- Časopis české Mensy (1996–2000)
- Časopis Telicom (1998)
- Sbírka Někde mezi Nikde a Nikdy (elektronicky 2014, nakl. E-knihy jedou)
- Sbírka povídek Pokusy o močení (elektronicky 2015, nakl. E-knihy jedou)
- Divadelní hra Řev motoru J. Krista (elektronicky 2016, nakl. E-knihy jedou)
- Literární časopis Tvar (2016)
- Literární čtvrtletník Partonyma (2016)

## Veřejné čtení poezie
- Pořad Zelené peří, Malostranská beseda (1990)
- Pořad Zelené peří, Malostranská beseda (duben 2014)
- Festival Vyšehraní, Vyšehrad (květen 2014)
- Samostatný pořad v literární kavárně Jiný kafe (březen 2016)

## Výstavy obrazů
- Výstava s názvem Obrazy a poezie v KaSS Kralupy (2000)
- Účast na Salonu kralupských výtvarníků v městském muzeu (2006).
- Účast na výstavě Bez omezení, Praha (březen 2014)
- Výstava Mezi Nikde a Nikdy spojená se křtem knihy, Kralupy (červenec 2014)
- Výstava Cesty k sobě, Muzeum Kralupy (březen–duben 2016)
- Účast na Salonu výtvarníků dolního povltaví, Odolena Voda (květen 2016)
- Učitel nejlepších tříd
- Hlavně 26g

## Ilustrace a obálky tiskovin
- Obálky několika čísel časopisu české Mensy (v letech 1996–2000)
- Ilustrace knih Zákony křiklounství a řvounství od J.D. Dvorského a Maso od M. Harníčka (obě nakladatelství Maťa, 1999).

Impotent na kolečkových bruslích (2015)
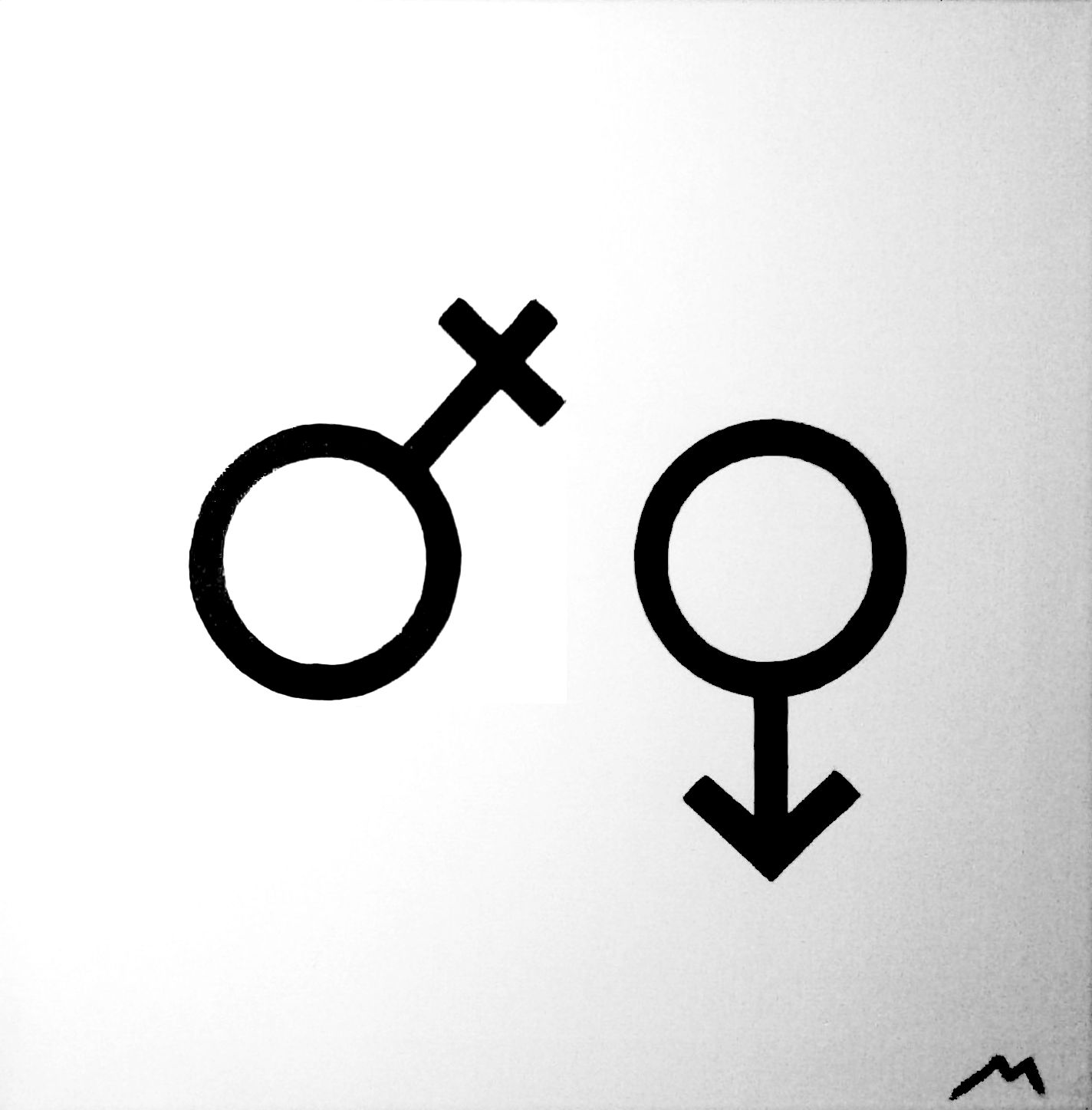
Skvělý nový svět (2015)
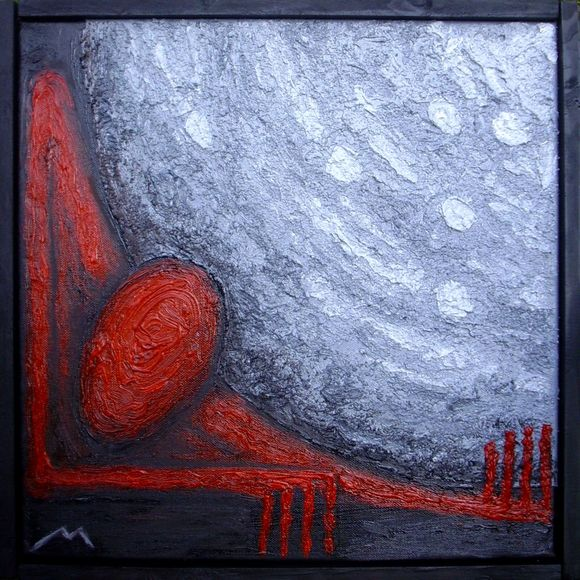
Sysifos (2014)
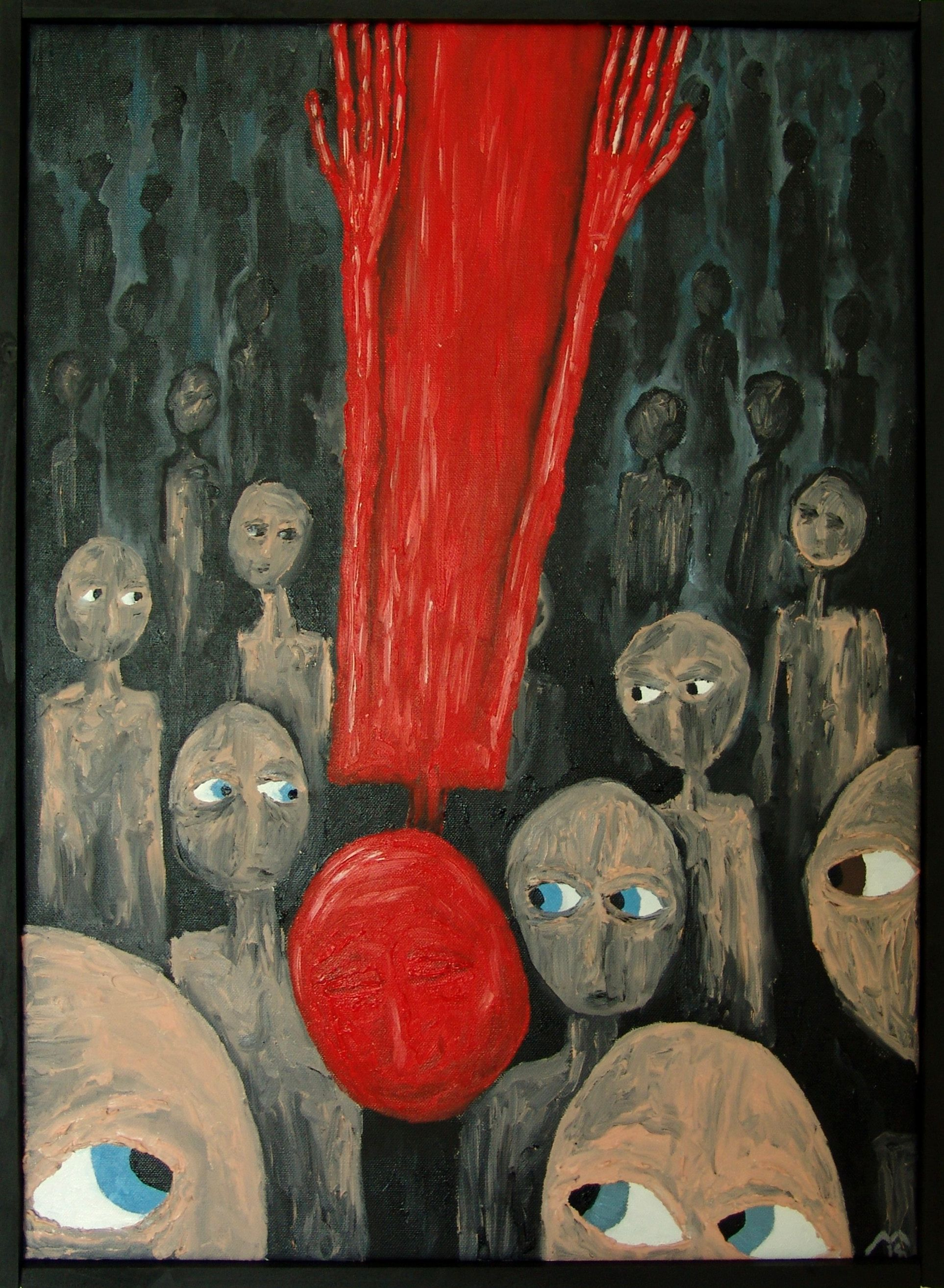
Vykřičník (2014)
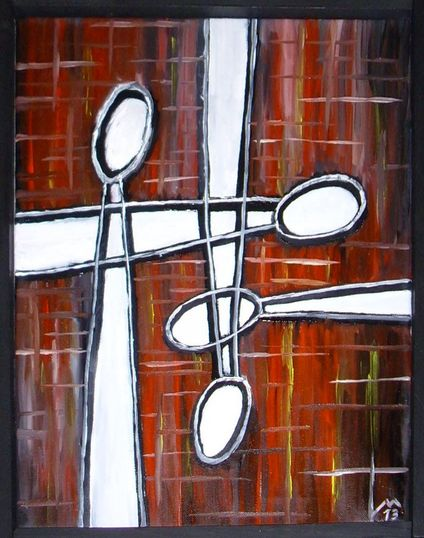
Překryvy (2013)
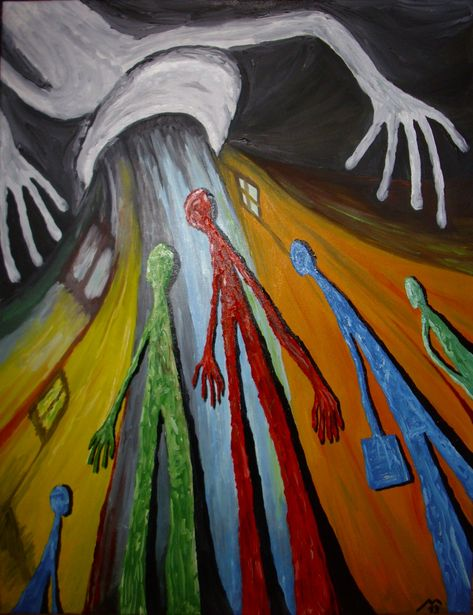
Všepohlcující běloba (2013)
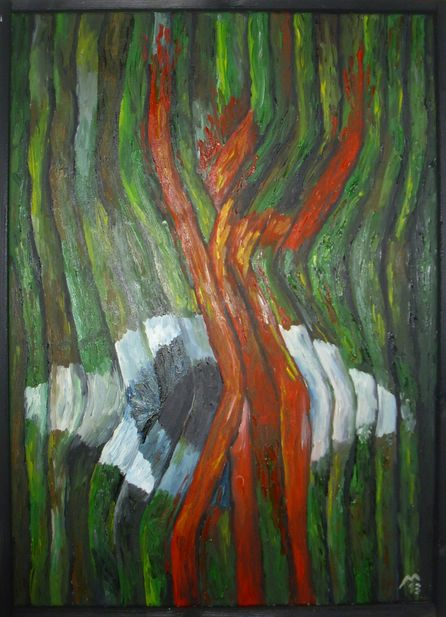
Glaukom a Makula (2013)
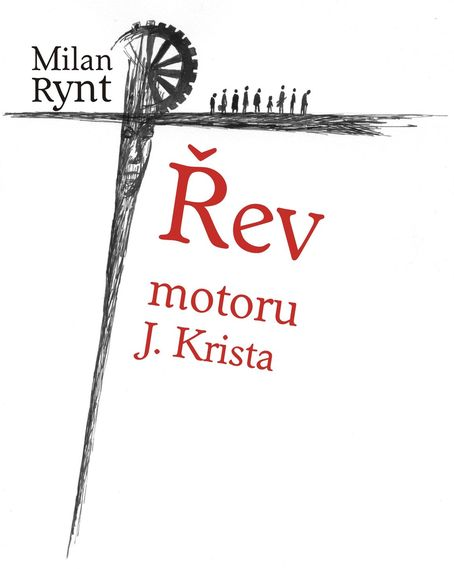
Obálka divadelní hry Řev motoru J. Krista
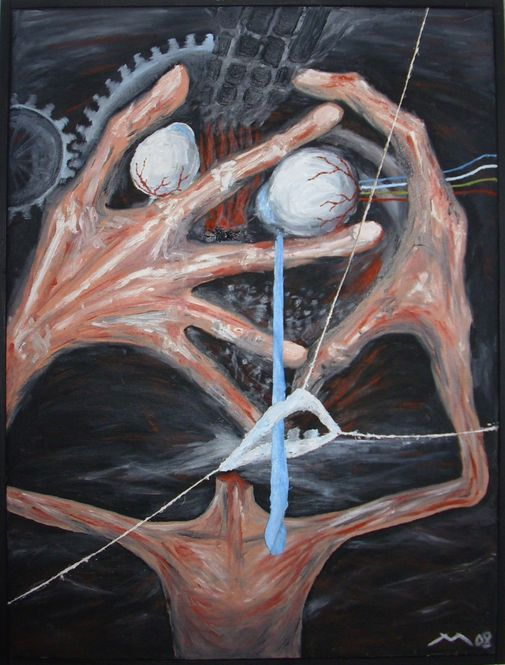
Emoční mechanismy (2008)
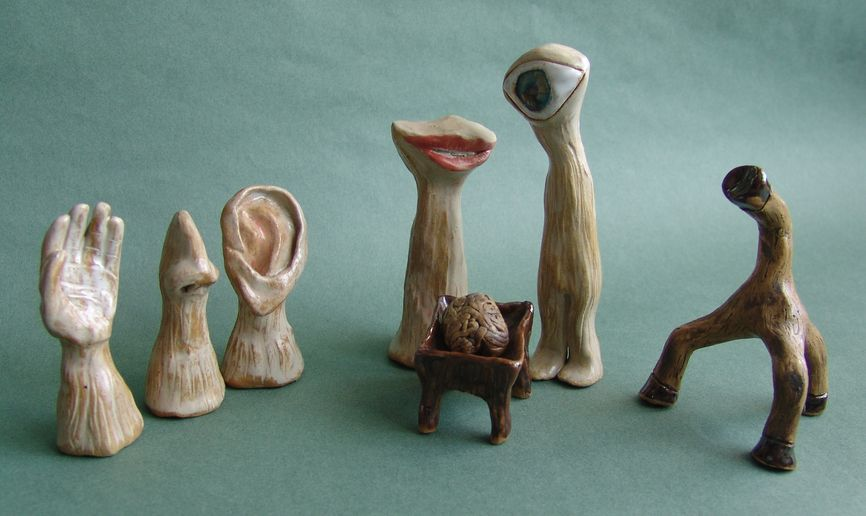
Keramický betlém (2004)
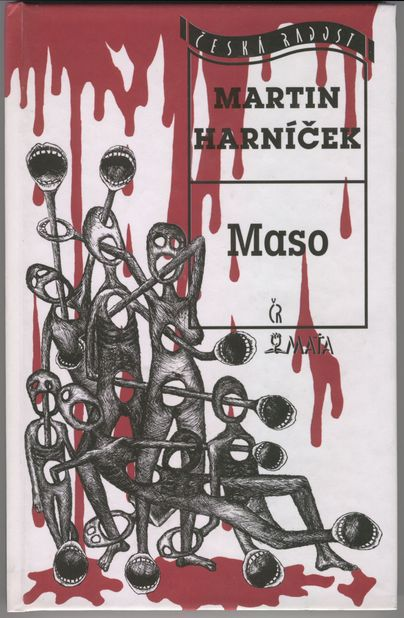
Obálka knihy M. Harníčka (1999)
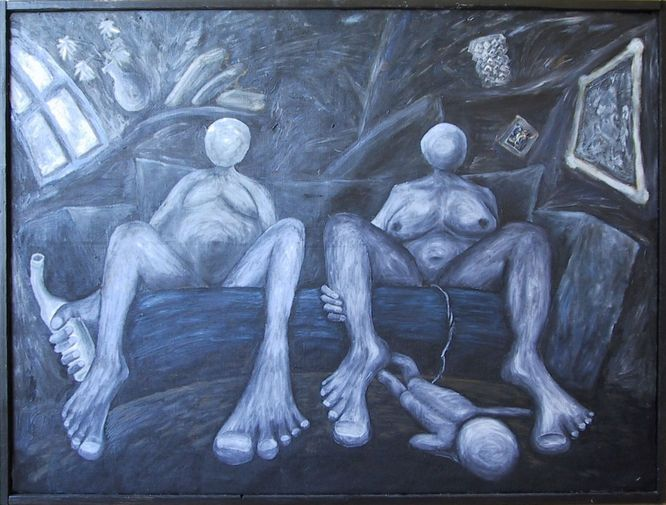
Barevná televize (1998)
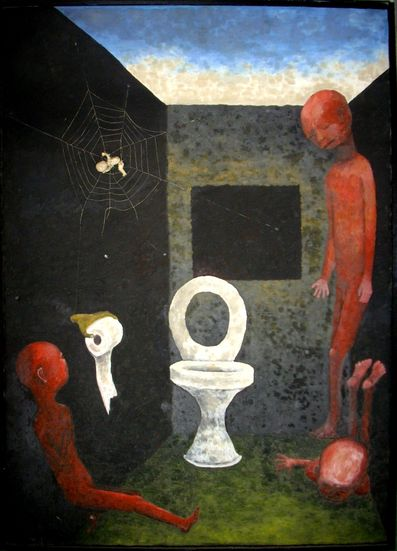
Krajina zapomnění (1990)
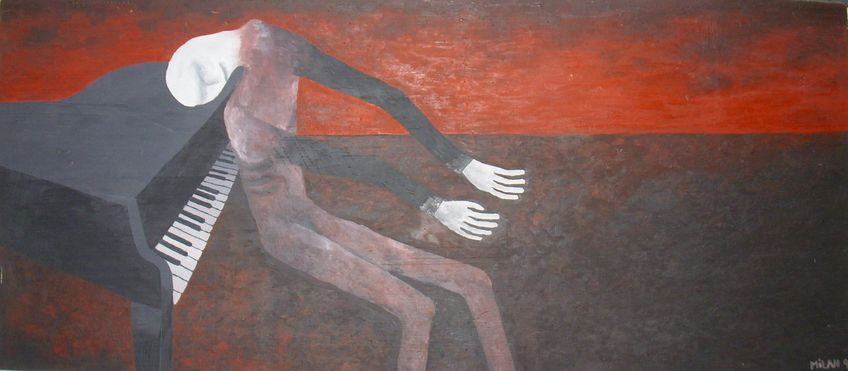
Slepý učitel hraje sonátu tak krásně, že lidé ani nedutají (1989)